# Graham Miles
Graham Miles, född 11 maj 1941 i Birmingham, död 12 oktober 2014, var en brittisk snookerspelare.
Miles blev professionell 1969 efter att inte ha nått några större framgångar som amatör. Sin största framgång i karriären nådde han 1974, då han gick till final i VM, där han föll mot Ray Reardon. Miles blev bekant för den stora allmänheten då han två år i rad vann den TV-sända tävlingen Pot Black, 1974 och 1975.
Andra höjdpunkter i Mile's karriär var finalplatsen i 1976 års Masters, och vinsten i Tolly Cobbold Classic 1981. Tillsammans med John Spencer och Fred Davis gick han till final med England i det allra första World Cup, där man föll mot det walesiska stjärnlaget bestående av Ray Reardon, Doug Mountjoy och Terry Griffiths.
I mitten av 1980-talet började Miles' karriär att dala, och efter 1984 kvalade han aldrig mer in till huvudturneringen i VM. Han fortsatte att spela några år på proffstouren, men drog sig definitivt tillbaka 1992, 51 år gammal. 1997 deltog han i Seniors Pot Black.

## Titlar
- Pot Black - 1974, 1975
- Tolly Cobbold Classic - 1981